# ATP Challenger Canberra-2
Das ATP Challenger Canberra-2 (offizieller Name: Workday Canberra International) ist ein Tennisturnier in Canberra, das seit 2016 ausgetragen wird. Es ist Teil der ATP Challenger Tour und wird im Freien auf Hartplatz ausgetragen.

## Liste der Sieger

### Einzel
| Jahr                         | Sieger                | Finalgegner        | Ergebni        |
| ---------------------------- | --------------------- | ------------------ | -------------- |
| 2025                         | João Fonseca          | Ethan Quinn        | 6:4, 6:4       |
| 2024                         | Dominik Koepfer       | Jakub Menšík       | 6:3, 6:2       |
| 2023                         | Márton Fucsovics      | Leandro Riedi      | 7:5, 6:4       |
| 2021–2022: nicht ausgetragen |                       |                    |                |
| 2020                         | Philipp Kohlschreiber | Emil Ruusuvuori    | 7:65, 4:6, 6:3 |
| 2019                         | Hubert Hurkacz        | Ilja Iwaschka      | 6:4, 4:6, 6:2  |
| 2018                         | Andreas Seppi         | Márton Fucsovics   | 5:7, 6:4, 6:3  |
| 2017                         | Dudi Sela             | Jan-Lennard Struff | 3:6, 6:4, 6:3  |
| 2016                         | Paolo Lorenzi         | Ivan Dodig         | 6:2, 6:4       |

### Doppel
| Jahr                         | Sieger                                | Finalgegner                                | Ergebnis         |
| ---------------------------- | ------------------------------------- | ------------------------------------------ | ---------------- |
| 2025                         | Ryan Seggerman Eliot Spizzirri        | Pierre-Hugues Herbert Jérôme Kym           | 1:6, 7:5, [10:5] |
| 2024                         | Daniel Rincón Abedallah Shelbayh      | André Göransson Albano Olivetti            | 7:64, 6:3        |
| 2023                         | André Göransson Ben McLachlan         | Andrew Harris John-Patrick Smith           | 6:3, 5:7, [10:5] |
| 2021–2022: nicht ausgetragen |                                       |                                            |                  |
| 2020                         | Max Purcell Luke Saville              | Jonathan Erlich Andrej Wassileuski         | 7:63, 7:63       |
| 2019                         | Marcelo Demoliner Hugo Nys            | André Göransson Sem Verbeek                | 3:6, 6:4, [10:3] |
| 2018                         | Jonathan Erlich Divij Sharan          | Hans Podlipnik-Castillo Andrej Wassileuski | 7:61, 6:2        |
| 2017                         | Andre Begemann Jan-Lennard Struff     | Carlos Berlocq Andrés Molteni              | 6:3, 6:4         |
| 2016                         | Mariusz Fyrstenberg Santiago González | Maverick Banes Jarryd Chaplin              | 7:63, 6:3        |